# Episodi di Parks and Recreation (quarta stagione)
La quarta stagione della serie televisiva statunitense Parks and Recreation, composta da 22 episodi, è andata in onda su NBC dal 22 settembre 2011 al 10 maggio 2012.
In Italia è trasmessa su Joi, della piattaforma digitale a pagamento Mediaset Premium, dal 30 novembre 2012
| nº | Titolo originale          | Titolo italiano                   | Prima TV USA      | Prima TV Italia  |
| -- | ------------------------- | --------------------------------- | ----------------- | ---------------- |
| 1  | I'm Leslie Knope          | Candidatura                       | 22 settembre 2011 | 30 novembre 2012 |
| 2  | Ron & Tammys              | Ron e le Tammy                    | 29 settembre 2011 | 30 novembre 2012 |
| 3  | Born & Raised             | Il club del libro                 | 6 ottobre 2011    | 7 dicembre 2012  |
| 4  | Pawnee Rangers            | I rangers di Pawnee               | 13 ottobre 2011   | 7 dicembre 2012  |
| 5  | Meet n Greet              | Incontro elettorale               | 27 ottobre 2011   | 14 dicembre 2012 |
| 6  | End of the World          | Fine del mondo                    | 3 novembre 2011   | 14 dicembre 2012 |
| 7  | The Treaty                | Simulazione ONU                   | 10 novembre 2011  | 21 dicembre 2012 |
| 8  | Smallest Park             | Il parco più piccolo dell'Indiana | 17 novembre 2011  | 21 dicembre 2012 |
| 9  | The Trial of Leslie Knope | Il processo di Leslie Knope       | 1º dicembre 2011  | 3 gennaio 2013   |
| 10 | Citizen Knope             | Dimissioni con disonore           | 8 dicembre 2011   | 3 gennaio 2013   |
| 11 | The Comeback Kid          | La leggenda vivente di Pawnee     | 12 gennaio 2012   | 10 gennaio 2013  |
| 12 | Campaign Ad               | Spot elettorale                   | 19 gennaio 2012   | 10 gennaio 2013  |
| 13 | Bowling for Votes         | Raccolta fondi                    | 26 gennaio 2012   | 17 gennaio 2013  |
| 14 | Operation Ann             | Buon San Valentino!               | 2 febbraio 2012   | 17 gennaio 2013  |
| 15 | Dave Returns              | Il ritorno di Dave                | 16 febbraio 2012  | 24 gennaio 2013  |
| 16 | Sweet Sixteen             | Festa a sorpresa                  | 23 febbraio 2012  | 24 gennaio 2013  |
| 17 | Campaign Shake-Up         | Senza esclusione di colpi         | 1º marzo 2012     | 7 febbraio 2013  |
| 18 | Lucky                     | L'intervista                      | 8 marzo 2012      | 7 febbraio 2013  |
| 19 | Live Ammo                 | Taglio di budget                  | 19 aprile 2012    | 14 febbraio 2013 |
| 20 | The Debate                | Il dibattito                      | 26 aprile 2012    | 14 febbraio 2013 |
| 21 | Bus Tour                  | Una parola di troppo              | 3 maggio 2012     | 21 febbraio 2013 |
| 22 | Win, Lose or Draw         | Risultati elettorali              | 10 maggio 2012    | 21 febbraio 2013 |